# 彭凡
彭凡（1963年4月—），四川宜宾人，中华人民共和国企业家，宁夏共享集团股份有限公司董事长，中共十八大、十九大代表。2018年被评为改革开放40年百名杰出民营企业家。